# دي كيدز
دي كيدز أو ديسكفري كيدز (بالإنجليزية: DKids)‏ هي قناة تلفزيونية موجهة للأطفال مملوكة من قبل شركة ديسكفري. القناة تعتبر إصدار آخر من قناة ديسكفري كيدز، وتبث في منطقة الشرق الأوسط وشمال أفريقيا، وهي متوفرة باللغتين العربية والإنجليزية. تم إطلاق القناة لأول مرة في 1 أغسطس 2016، وتبث عبر شبكة بي إن.

## برامج
- آغي باغي
- انابيل
- حيوانات حية
- أستروبلاست![2]
- بيجل وبيكي شو[2]
- جاوين
- أتوميك بيتي
- بوب البناء
- جوز الهند التنين الصغير
- ديزي وأولي
- دوكي
- دكتور باندا
- من الأرض إلى لونا
- إيزم وروي[3]
- رائد السمك
- أربعة ونصف أصدقاء
- فو فو فيغلي شو
- غون
- مدرسة هيلين الصغيرة
- هاي-5 (الموسم 17)
- ذا إنسكتيبلز[2]
- غابة جاي
- كودي كابو
- ليليبودز
- اصغر محال بيع الحيوانات الاليفة
- ماغاكي
- عرض أولي ومون[4]
- حكايات ورقية
- بيب اهوي!
- كوكب كوزمو
- بليم بليم[5]
- قطارات الروبوت
- شارع سمسم (الموسم 47)
- شتربغز
- سندباد والمجرات السبع
- الأقارب
- حديقة حيوان سوزي: مغامرات في داكبورت
- الـ 99
- فروميز
- ذا زوزوس

### قادمة
كليفورد هيرشل مور (2019)

## برامج سابقة
- 3 رواد فضاء
- قصة الاختراع
- Mack & Moxy (2020)

## روابط خارجية
- الموقع الرسمي